# Зернецька Ольга Василівна
Ольга Василівна Зернецька (нар. 24 вересня 1949, Київ) — український політолог-міжнародник, фахівець з питань глобального розвитку та глобальної комунікації, кандидат філологічних наук (1980), доктор політичних наук (2000), професор. Завідувач відділу глобальних і цивілізаційних процесів ДУ "Інститут Всесвітньої історії НАН України".
Сфера наукових інтересів: глобальний розвиток і глобальна комунікація, політична комунікація і міжнародні відносини, історія і теорія засобів комунікації, соціальні мережі і нові медіа, історичний, політичний і соціокультурний розвиток Великої Британії та країн-членів Співдружності Націй, у тому числі Австралії, Нової Зеландії та Океанії.
Одружена з Юрієм Кузнецовим.

## Біографія
Народилася у м. Київ у 1949 р. Закінчила Мінський державний педагогічний інститут іноземних мов 1971 р., аспірантуру Інституту літератури ім. Т.Г. Шевченка АН УРСР (з відривом від виробництва) в 1977 р. Захистила кандидатську дисертацію «Австралійський соціальний роман 1930 рр.» за спеціальністю 10.01.05 «Література країн Західної Європи, Америки та Австралії» в 1980 р. Закінчила докторантуру Інституту світової економіки і міжнародних відносин НАН України в 1998 р. Захистила докторську дисертацію «Глобальні трансформації систем масової комунікації» (2000 р.) за спеціальністю 23.00.04 – «Політичні проблеми міжнародних систем та глобального розвитку» – першу в Україні та на теренах СНД, присвячену проблемам глобалістики в інформаційно-комунікаційній галузі.
Закінчила Інститут міжнародної торгівлі (Institute of International Trade. Educational Services International (1992). Alhambra, California, USA). Набула кваліфікації у галузях мікро- й макроекономіки ринкового суспільства, міжнародної торгівлі, маркетингу та реклами.
Перебувала в науковому відрядженні до The Goldsmith College, London University; Birmingham University, Nottingham University (1990) в рамках наукового обміну ученими між АН СРСР та The Royal Society, London, UK.
Виграла науковий грант Британської Ради (The British Council) 1993 р. для проведення науково-дослідницької роботи у Вестмінстерському університеті (The Westminster University). Зустрічалася з провідними європейськими та американськими науковцями в Стерлінзькому та Шеффілдському університетах, читала лекції для докторантів та викладачів (the University of Sterling, the University of Sheffild).
Літня школа для підвищення кваліфікації в галузі «Медіа та демократія» – Південно-Східний університет (Будапешт, Угорщина) – 1997 р.
Працювала викладачем англійської мови в Мінському державному педагогічному інституті ім. О.М.Горького (1971 – 1974 рр.).
Працювала на посадах молодшого наукового співробітника, наукового співробітника та старшого наукового співробітника в Інституті літератури ім. Т.Г. Шевченка АН УРСР (1977 – 1987 рр.).
З 1987 р. по 2014 р. – старший науковий співробітник, провідний науковий співробітник, головний науковий співробітник в Інституті світової економіки і міжнародних відносин НАН України.
З 2014 р. – головний науковий співробітник відділу глобальних і цивілізаційних процесів Державної установи «Інститут всесвітньої історії НАН України».
З лютого 2015 р. – завідувач відділу глобальних і цивілізаційних процесів Державної установи «Інститут всесвітньої історії НАН України».
Член спеціалізованих вчених рад: ДУ «Інститут всесвітньої історії НАН України» з історичних наук (з 2014 р. – до сьогодні), Київського національного університету імені Тараса Шевченка з політичних наук (2023), Інституту світової економіки і міжнародних відносин НАН України з політичних наук (2001 – 2013 рр.); Інституту світової економіки і міжнародних відносин НАН України з економічних наук (2001 – 2013 рр.); Інституту журналістики Київського національного університету імені Тараса Шевченка зі спеціальності журналістика (2001 – 2004 рр.)
Член редакційних колегій: наукового журналу «Проблеми всесвітньої історії», наукового журналу «Дослідження світової політики. Актуальні проблеми». Інститут світової економіки і міжнародних відносин НАНУ (2001 – 2013 рр.); наукового журналу «Економічний часопис – ХХІ» Інституту суспільної трансформації (2008 – до сьогодні); наукового журналу «Вісник Інституту журналістики» Інституту журналістики КНУ ім. Тараса Шевченка (2003 – до сьогодні); науково-практичного журналу «Інформаційне суспільство» Інституту журналістики КНУ ім. Тараса Шевченка спільно з Академією вільної преси (2005 – до сьогодні)
Член Міжнародної асоціації медіа та комунікаційних досліджень (з 1992 р.).
Член Експертної ради при Національній Раді України з питань телебачення і радіомовлення (2000 – 2004 рр.)
Член робочої групи Верховної Ради України з підготовки «Закону про рекламу»;
Член Громадської Ради Парламентської бібліотеки України.

## Науковий доробок
Автор понад 380 наукових публікацій, зокрема 5 одноосібних та 38 колективних монографій тощо. Публікує наукові дослідження та працює у сфері міжнародних комунікацій, глобальних інформаційних процесів, політики міжнародних урядових і неурядових організацій у галузі інформаційно-комунікаційних технологій.
Керівник авторських колективів в рамках наукових тем:
«Світова геополітична і геоекономічна еволюція у ХХ столітті та формування сучасної світосистеми глобалізму» 2014-2016 рр.
«Історичний розвиток цивілізацій у контексті глобалізації: ціннісний вимір» 2017-2019 рр.
«Історичний та соціокультурний  розвиток Австралії в ХХ столітті» 2020-2022 рр.
«Австралія  і Океанія в контексті регіональних і глобальних  викликів (перша чверть ХХІ століття)» 2023-2024 рр.
Автор індивідуальних монографій:
- Глобальна комунікація: монографія. – К.: Наукова думка, 2017. – 350 с. (Рецензія на неї: Ціватий В. Новий світовий вимір // Зовнішні справи. – 2017. – № 9. [Електронний ресурс]. – Режим доступу: http://uaforeignaffairs.com/ ua/blog/usi-blogi/view/article/novii-svitovii-vimir/
- Глобальний розвиток систем масової комунікації і міжнародні відносини: Монографія. – К.: Освіта, 1999. – 352 с.
- Нові засоби масової комунікації (соціокультурний аспект): Монографія. – К.: Наукова думка, 1993. – 130 c.
- Вэнс Палмер и австралийский роман: монография. – К.: Наукова думка, 1984. – 277 с.
- Австралийский роман 30-х годов ХХ века: монография. – К.: Наукова думка, 1982. – 287 с.

## Нагороди
- орден княгині Ольги III ступеня (17 травня 2019) — за вагомий особистий внесок у розвиток вітчизняної науки, зміцнення науково-технічного потенціалу України, багаторічну сумлінну працю та високий професіоналізм[2];
- Премія ЮНЕСКО (1995; за працю «Concealment of information concerning the interests of nations, peoples and popular groups as a threat to the functioning of democratic civil societies and the consolidation of democracy»)[1];
- Премія НАН України імені М. В. Птухи (2000; за цикл наукових праць «Глобалізація і інтеграція світового розвитку»);
- Премія НАН України для молодих учених і студентів вищих навчальних закладів за кращі наукові роботи (1983; Монографія «Австралийский социальный роман 30-х годов ХХ в.»)[3].
- Почесна відзнака «Трудова слава» – Міжнародна Академія рейтингових технологій і соціології «Золота Фортуна» (2010 р.)
- Почесна грамота Президії НАН України (2017 р.)